# Екабсон, Андрис
Андрис Екабсон (род. 17 марта 1962) — советский латвийский баскетболист. Рост — 197 см. Нападающий.

## Биография
Известен по выступлениям в 1980-е годы за ВЭФ (Рига). Имел прозвище «Джабар». В конце 1980-х — начале 1990-х годов выступал в Венгрии.
Серебряный призёр ЧМ-1986.
Дочь Анете Екабсоне-Жогота — форвард сборной Латвии, лучшая баскетболистка Европы-2007.